# Josh Homme
Joshua Michael Homme (Palm Springs, 1973. május 17. –) amerikai zenész, énekes és dalszerző. Leginkább az 1996-ban alapított Queens of the Stone Age rockzenekar alapítójaként, elsődleges dalszerzőjeként és egyetlen állandó tagjaként ismert, amelyben énekel és gitározik, valamint alkalmanként basszusgitáron és dobon is játszik. Társalapítója volt 1998-ban az Eagles of Death Metalnak is, stúdiófelvételeiken dobon és basszusgitáron játszott, és alkalmanként élőben is fellépett velük.

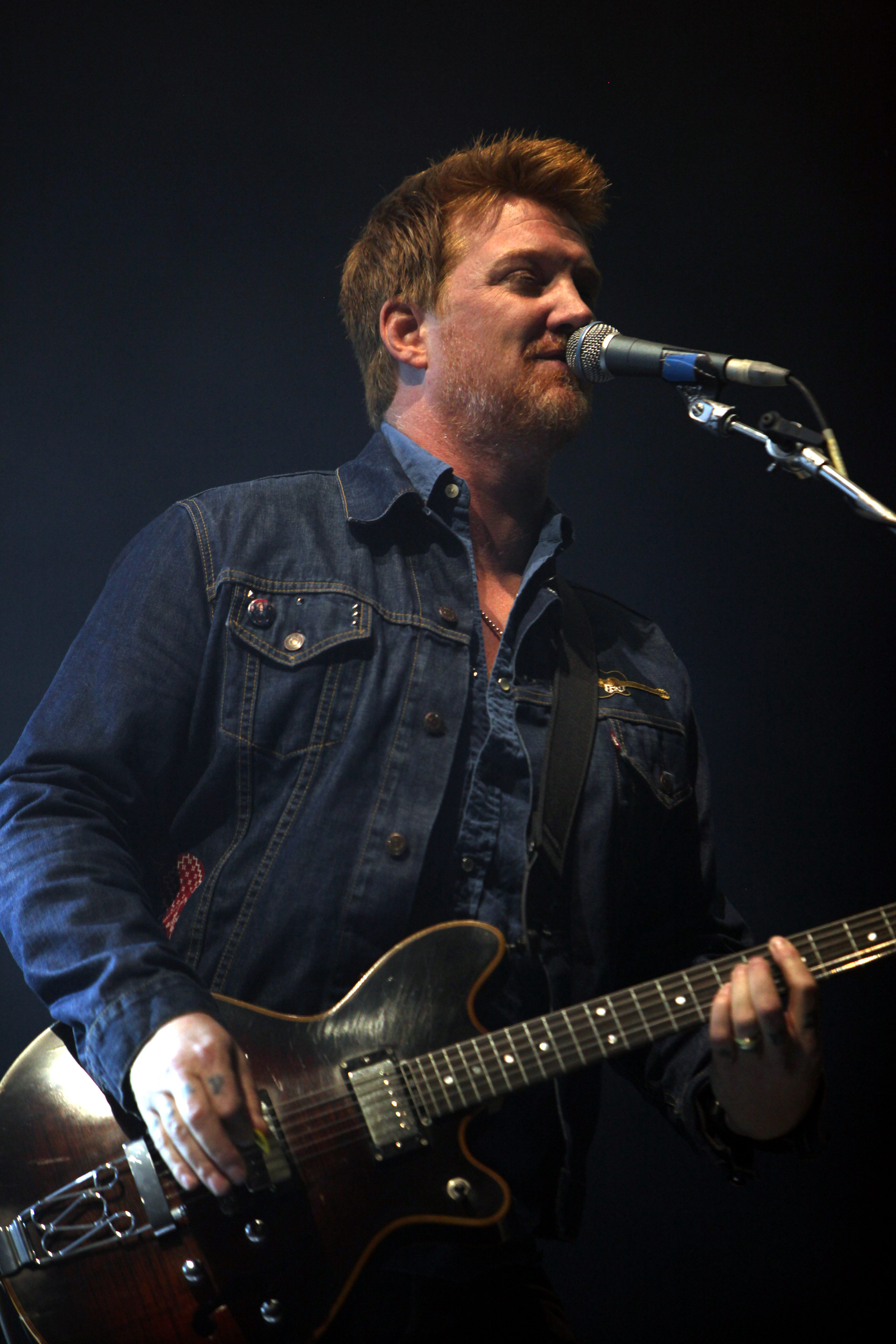
Josh Homme

Homme korábban a Kyuss rockegyüttes társalapítója és gitárosa volt 1987 és 1995 között. 1996 és 1998 között a Screaming Trees turnégitárosa volt. Más zenészekkel (főleg a Palm Desert Scene-ből) készített egy zenei improvizációs sorozatot, amely 1997 óta a The Desert Sessions néven ismert.
2009-ben új projektet alapított Them Crooked Vultures néven Dave Grohllal és John Paul Jonesszal, még abban az évben kiadva címadó debütalbumukat.
2016-ban Iggy Pop Post Pop Depression című albumának producere, társszerzője és előadója volt.